# Снежноягодник горолюбивый
Снежноя́годник горолюби́вый (с лат. — « »Symphoricarpos oreophilus A. Gray, синоним: Symphoricarpos utahensis Rydb.) — листопадный кустарник, вид рода Снежноягодник семейства Жимолостные. Родина — горные леса западной части Северной Америки.

## Ботаническое описание
Прямостоящий, иногда стелющийся кустарник до 1,5 метров высотой. Побеги красновато-коричневые, почки светло-коричневые.
Листья супротивные, на коротких черешках, округлой или овальной формы, слегка опушённые.
Цветки белые или розовые, колокольчатые, одиночные или парные. Цветёт с начала июля до конца августа.
Плоды небольшие, шаровидные, белого цвета, содержат две косточки. Созревают в сентябре.
Зимостойкость в условиях средней полосы России средняя.

## Таксономия
Вид Снежноягодник горолюбивый входит в род Снежноягодник (Symphoricarpos) семейства Жимолостные (Caprifoliaceae) порядка Ворсянкоцветные (Dipsacales).
|  |                                      |  |                                                             |                                                             |                       |  | ещё 6 семейств (согласно Системе APG II) | ещё 6 семейств (согласно Системе APG II) |                               |  |  |  | ещё около 15 видов |
|  |                                      |  |                                                             |                                                             |                       |  | ещё 6 семейств (согласно Системе APG II) | ещё 6 семейств (согласно Системе APG II) |                               |  |  |  | ещё около 15 видов |
|  |                                      |  |                                                             | порядок Ворсянкоцветные                                     |                       |  |                                          |                                          | род Снежноягодник             |  |  |  |                    |
|  |                                      |  |                                                             | порядок Ворсянкоцветные                                     |                       |  |                                          |                                          | род Снежноягодник             |  |  |  |                    |
|  | отдел Цветковые, или Покрытосеменные |  |                                                             |                                                             | семейство Жимолостные |  |                                          |                                          | вид Снежноягодник горолюбивый |  |  |  |                    |
|  | отдел Цветковые, или Покрытосеменные |  |                                                             |                                                             | семейство Жимолостные |  |                                          |                                          |                               |  |  |  |                    |
|  |                                      |  | ещё 44 порядка цветковых растений (согласно Системе APG II) | ещё 44 порядка цветковых растений (согласно Системе APG II) |                       |  |                                          | ещё 4 рода                               | ещё 4 рода                    |  |  |  |                    |
|  |                                      |  |                                                             | ещё 44 порядка цветковых растений (согласно Системе APG II) |                       |  |                                          |                                          | ещё 4 рода                    |  |  |  |                    |

## Применение
В местах дикого произрастания служит пищей для различных животных. Коренные жители Америки использовали плоды как слабительное средство, а настой корней — для лечения простуды и зубной боли. Используется также в качестве декоративного растения.